# Sony Xperia 1 III
是索尼行動通訊於2021年4月14日公開發布的旗艦式智慧型手機。它繼承Sony Xperia 1 II的設計，並全面升級。1 III普遍獲得媒體好評，評論稱讚全新的鏡頭體驗、螢幕表現和聲光效果，但批評索尼不合比例原則的高昂定價。

## 設計
1 III延續Sony Xperia 1 II的設計，6.5吋重量186克、高165公釐、寬71公釐、厚8.2公釐，和前作相比寬度減少1公釐，高度減少2公釐，厚度和重量分別增加了0.3公釐、7克。手機擁有IP65與IP68防水防塵認證，正反面均採用康寧大猩猩玻璃，並在背面作霧面處理。《自由時報》記者黃肇祥稱比起1 II的鮮豔，1 III顯得低調、沈穩，尤其黑色的表現極佳。
螢幕的頂部與底部有兩個對稱邊框，設有雙立體聲揚聲器和一個前置鏡頭。SIM卡和microSD卡插槽位於手機左側，右側則有內建於電源按鈕中的指紋感應器、音量鍵、可自訂捷徑按鈕以及兩階段專用快門按鈕。背部的鏡頭則與其前身一樣以垂直條狀排列，頂部有LED閃光燈與色彩感測器。1 III最初僅提供紫色、灰色和黑色3種外觀顏色，綠色於下半年發布。

## 規格

### 硬件
1 III採用高通驍龍888CPU和Adreno 730 GPU，內存12 GB LPDDR5 RAM。索尼共推出256 GB、512 GB雙版本，兩款皆有混合雙SIM卡插槽，用戶可通過microSD輕鬆擴展存儲空間（最多至1 TB）。這是世上首款擁有120Hz 4K OLED螢幕的智能手机，長寬比21:9，根據個人需求刷新率可設置為60 FPS。得益於索尼自家的X1 Bravia電視處理器，螢幕的對比、色彩和清晰度都有更好的表現。DXOMARK稱讚螢幕色彩精準，尤其是在低光和室內環境；但在太陽下就不是這麼一回事，從特定角度看過去會有綠色偏移。
電池容量4500mAh，支持Qi無線充電，透過隨附充電器，手機僅需30分鐘就能充滿一半。它也具備電池分享功能，允許反向充電，索尼表示電池可正常使用3年。手機正面擁有雙立體聲揚聲器，支援杜比全景聲和索尼自家360 Reality Audio空間音訊技術，整體音量較前作增加了40%。1 III也有3.5公釐立體聲音訊插孔。

### 相機
手機背面分別為3D飛時測距（iToF）傳感器、1200萬畫素的16公釐超廣角、24公釐廣角、擁有雙光學焦段70公釐與105公釐的潛望式望遠變焦鏡頭，3顆鏡頭均覆蓋有效減少反射光線的蔡司T*鍍膜，支援帶來更快對焦速度的DUAL PD（雙光電二極體對焦）。這3顆鏡頭還支援即時物件追蹤對焦，可以跟踪拍攝對象。即時眼部追蹤對焦也可在所有相機上使用。自拍鏡頭則是顆800萬像素的鏡頭。
1 III上的潛望式望遠變焦鏡頭世上首個可在70毫米和105毫米之間切換的可變潛望鏡長焦鏡頭，光圈分別為f/2.3和f/2.8。不像他牌手機依靠數位變焦，這顆光學變焦鏡頭能帶來更清晰的畫面。在影片模式下，可以用4K分辨率或其他FPS選項錄影，包含24 FPS的電影模式和120 FPS的慢動作效果。Engadget的編輯克里斯·委拉兹克（Chris Velazco）稱這是索尼獻給攝影發燒友的一封情書。DXOMARK給予1 III相機115分，是2021年手機相機第31名的手機，評語寫到1 III的曝光良好、色彩自然，但缺乏動態範圍，連續拍攝時會出現自動對焦失敗的情況；較精細的細節會丟失，多數情況下噪點明顯。儘管如此，由於更好的遠距變焦，1 III比前輩1 II略有進步。

### 軟件
1 III配備由索尼相機部門α開發的「Photo Pro」模式和索尼電影攝影部門CineAlta的「Cinema Pro」模式，原本的相機應用被整合到「Photo Pro」，點擊應用可透過左側轉盤切換功能，共有一般、Auto、P、S、M等專業模式。
作業系統方面，1 III搭載Android 11，計畫隔年從雙SIM卡版本開始推送Android 12，其他版本則陸續更新。DroidApp根據比荷盧索尼的消息報導1 III只有1個Android大版本更新，索尼後續澄清會為Xperia 1 III提供其推出兩年內的最新Android更新，希望期間有超過1次的系統更新。XDA Developers批評2年更新好不到哪去，尤其是其他廠商提供3年甚至5年更新，索尼落後的軟體支援令人堪憂。DroidApp認為更新可能因地區而異，因為他們只收到東京總部的反應而非比荷盧索尼。

## 發行
索尼移动通信在2021年4月14日的發布會上公開1 III、5 III兩款新機，並表示將於夏季發售。5月20日，中國大陸先行發售。香港於7月6日開放預購，其中256 GB版本於9月上旬發行。台灣在2天後開放預購，雙版本皆於7月推出。新加坡預購於26日開放，在指定期間預購的客戶可免費獲得WH-1000XM4抗噪耳機。

## 評價
1 III普遍獲得媒體好評，根據評分匯總網站的統計，1 III以9條評論獲得83/100分。來自中关村在线的阿喾評為「一台有个性的微单手机」，1 III和1 II相比進步顯著，有著不俗其他旗艦手機的亮眼表現，如果預算足夠，不仿選擇個性十足的1 III。Engadget的麥特·史密斯（Mat Smith）認為索尼終於拿出真本事處理相機問題，1 III優異的硬體規格和專業的軟體應用根本是相機迷的福音。中文版編輯艾瑞克·陳（Eric Chan）用「爽」形容1 III的影音體驗，稱讚索尼保持個人特色的同時也精進硬體規格，諸如首見可變焦段相機、極速對焦、出色螢幕和奇妙的音場聲效都讓1 III堪稱「真旗艦手機」。《What Hi-Fi?》稱讚手機的影音表現並給予滿分5分，認為它比Xperia 1 II擁有更多細節和震撼力，配上4K 120Hz螢幕簡直是絕妙體驗。
索尼的手機訂價遭到評論批評。CNET的帕特里克·霍兰德（Patrick Holland）在文章標題寫道「它本來可以更好」，霍兰德稱讚1 III的升級表現，但諸如電池續航等問題顯得1,300美元的訂價有多麼瘋狂。The Verge給予7.5分/10分，評論員艾莉森·约翰逊（Allison Johnson）表示這款美麗獨特的手機，不僅有著優良照相功能更是功能一流，但即便很難在其他旗艦機上看到這些規格，高昂的價格讓约翰逊不會向他人推薦。頒發編輯選擇獎，編輯罗伯特·特里格斯（Robert Triggs）稱1 III為「優雅、令人振奮、昂貴」。特里格斯重溫體驗仍給予手機相同評價，表示即便手機價格下降，但同價位還有更好的三星Galaxy S22 Ultra和iPhone 13 Pro Max可以選擇。

## 外部連結
- 官方网站：台灣官網、香港官網、新加坡官網